# Gunnel Forsberg Warringer
Gunnel Forsberg Warringer född 28 augusti 1939 i Stockholm, död 18 maj 2012 i Kalmar, var en svensk arkeolog och museiman.
Hon växte upp i Örebro och studerade sedan etnografi, folklivsforskning och arkeologi vid Uppsala universitet till en filosofie kandidatexamen 1964. Från 1962 arbetade hon vid Kalmar läns museum, där hon 1974 blev avdelningschef. Bland hennes uppdrag ingick byggnadsinventeringar på Kvarnholmen. Hon var museets ansvariga i stiftelsen Jenny Nyström och Curt Nyström Stoopendal (bildad 1984) och blev en av landets främsta experter på Jenny Nyström.
Forsberg Warringer var medlem av Sällskapet Nya Dryaden i Kalmar. Hon är gravsatt i minneslunden på Södra kyrkogården i Kalmar.
Efter Forsberg Warringers död testamenterades 1,4 miljoner till Sahlgrenska Universitetssjukhuset i Göteborg, och år 2014 skapades Stiftelsen Gunnel Forsberg Warringer forskning kring immundämpande sjukdomar. Den delar ut medel till personer som ägnar sig åt forskning kring biverkningar av immundämpande mediciner.